# Горіх чорний (Вінницьке лісництво)
Горі́х чо́рний — ботанічна пам'ятка природи місцевого значення. Розташована на території Якушинецької сільської ради Вінницького району Вінницької області (Вінницьке лісництво, кв. 69, вид. 10) поблизу м. Вінниця. Оголошена відповідно до рішення Вінницького облвиконкому від 29.08.1984 р. № 371. Охороняється цінне лісонасадження горіха чорного та дуба червоного.